# World Cube Association
World Cube Association (vanligen förkortat WCA) är enligt sig själva en organisation som bestämmer reglerna för Rubiks kub-tävlingar och erkänner tävlingar över hela världen. Organisationen grundades av Ron van Bruchem från Nederländerna och Tyson Mao från USA. Målet med organisationen är att ha fler tävlingar i fler länder med fler deltagare och mer kul, under rättvisa villkor.

## Grenar
Alla grenar är inte med i varje tävling, men i större tävlingen brukar alla finnas med. Det finns 17 olika grenar som World Cube Association erbjuder och har godkänt. Dessa 17 är:
- Rubiks kub (3x3x3)
- 2x2x2
- 4x4x4
- 5x5x5
- 6x6x6
- 7x7x7
- 3x3x3 Med Ögonbindel
- 3x3x3 Minst Antal Drag
- 3x3x3 En Hand
- Clock
- Megaminx
- Pyraminx
- Skewb
- Square-1
- 3x3x3 Multi-Blind
- 4x4x4 Med Ögonbindel
- 5x5x5 Med Ögonbindel